# Moog Minimoog

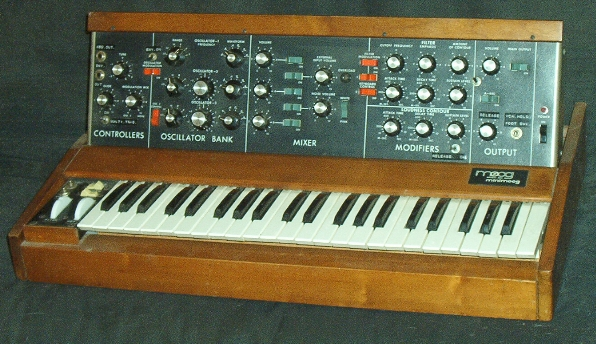
El sintetitzador analògic Moog Minimoog

El Moog Minimoog és un sintetitzador analògic monofònic, comercialitzat entre els anys 1970 i 1981 per la companyia Moog Music. Dissenyat per l'enginyer Robert Moog i Bill Hemsath, el seu ús intuïtiu i les seves possibilitats expressives el van convertir ràpidament en un dels sintetitzadors més valorats i més buscats pels músics, una reputació que encara conserva.

## Història
En els anys previs a la seva aparició, els sintetitzadors disponibles eren de tipus modular (com l'ARP 2500, l'ARP 2600 o els mateixos models modulars de Moog); és a dir, per tal d'aconseguir crear sons, calia unir mitjançant cables i connexions les diferents parts (o mòduls) de què constaven. Si bé aquest disseny permetia la creació d'un amplíssim ventall de sonoritats diferents, els seus inconvenients (aparells cars, inestables i de complicada manipulació) frenaven l'acceptació popular d'aquests instruments.
Tenint en compte aquestes consideracions, Moog va concebre un esquema més simplificat, que conservés els principis bàsics dels sintetitzadors modulars de què derivava, però sense les seves complicacions. L'esquema que va acabar formant part del Minimoog era veritablement revolucionari: uns oscil·ladors controlats per voltatge creaven un so electrònic que era enviat posteriorment a un filtre que en modificaria alguns paràmetres —freqüència de tall, ressonància…— per, finalment, arribar a un amplificador-generador de contorns (VCA), que definiria l'evolució del volum del so amb el temps. Amb lleugeres variacions, aquest esquema ha estat aplicat per la majoria de marques i la pràctica totalitat de sintetitzadors (menys alguns models digitals, com el Yamaha DX7) l'incorporen.
El Minimoog va aparèixer oficialment el 1971; se'n van construir quatre prototips (anomenats Model A, B, C i D; aquest últim és la base del Minimoog que es comercialitzà). Constava de tres oscil·ladors controlats per voltatge (VCO), un filtre passa-baixes quadripolar de 24 dB per octava i un generador de contorn ADSD, amb un teclat de 44 notes. Tot i que no incorporava algunes funcions que han esdevingut pràcticament universals en el camp dels sintetitzadors analògics —modulació d'amplada de puls, generador de contorns ADSR, o un oscil·lador de baixa freqüència (LFO) independent— el seu so, un preu més assequible i la facilitat amb què es podien aconseguir resultats acceptables van compensar aquestes omissions; a més, per compensar la manca d'un LFO independent, molts usuaris utilitzaven el tercer oscil·lador amb el seu rang de freqüències més baix per aconseguir efectes com el vibrato, trèmolo, etc.; així, en la pràctica, sovint només dos oscil·ladors cobrien el rang de freqüències d'àudio.
La seva acceptació va ser instantània, i alguns dels grups i músics més importants de l'època el van utilitzar extensament. L'aparell no estava exempt de problemes; en particular, l'afinació dels seus oscil·ladors era molt inestable, i calia engegar l'aparell amb molt de temps d'antelació perquè assolissin una temperatura de funcionament que els permetés de conservar l'afinació. Tanmateix, algunes de les imperfeccions donaven com a resultat un so molt càlid, que era (i és) un dels punts forts de l'instrument, i una de les raons de la seva bona rebuda.
Durant tot el seu període de producció (que acabà el 1981), Moog Music va comercialitzar el Minimoog sense introduir cap novetat en el seu disseny. Posteriorment, d'altres marques (com Studio Electronics o una companyia del sud de Gal·les que aconseguí els drets d'ús dels noms Moog Music i Minimoog) han creat rèpliques del Minimoog, amb algunes addicions com MIDI, memòria i d'altres. El 2002, el mateix Robert Moog creà el Moog Voyager, que és bàsicament un Minimoog amb molts dels components que faltaven al Minimoog original. També han anat apareixent diversos models de programari de sintetitzadors que emulen el Minimoog.

## Característiques tècniques
- 3 oscil·ladors controlats per voltatge (VCO), cadascun amb generadors d'ona quadrada, triangular, dent de xerrac i dos pulsos (similars a l'ona quadrada, però asimètrics) amb diferents amplituds.
- Dos generadors de soroll (rosa i blanc).
- Ús de fonts externes de so.
- Filtre controlat per voltatge (VCF) passa-baixes, de 24 dB per octava, amb controls de freqüència de tall, ressonància i generador de contorn ADS independent.
- Amplificador-generador de contorn controlat per voltatge ADS (VCA).
- Mesclador general.
- Polifonia: Monofònic.
- Control intern: rodes de modulació i de to (a l'esquerra del teclat).
- Control extern: CV (control per voltatge) i Gate.
- Preu: 1500 dòlars.

## Alguns usuaris famosos del Moog Minimoog
- Air
- Kraftwerk (a partir del seu disc Autobahn)
- Depeche Mode
- Recoil
- Pink Floyd (al disc Wish You Were Here)
- Yes
- Rick Wakeman, sobretot al disc The Six Wives Of Henry VIII
- Emerson, Lake and Palmer
- Brian Eno
- Jean Ven Robert Hal
- Paul Hardcastle
- Vangelis
- Jean Michel Jarre
- Klaus Schulze
- Thomas Dolby
- Gary Numan
- Tangerine Dream
- Ultravox
- Vince Clarke (de Yazoo i Erasure)
- Antònia Font